# ریناتو رافائل بوندی
ریناتو رافائل بوندی (به پرتغالی: Renato Rafael Bondi) هافبک اهل برزیل است که در شهر São João de Meriti، ایالت ریو د ژانیرو و در تاریخ ۲۰ مارس ۱۹۸۱ به دنیا آمده‌است.
ریناتو رافائل بوندی در تیم‌های فوتبال Londrina سابقهٔ حضور دارد.